# Bob Hantla

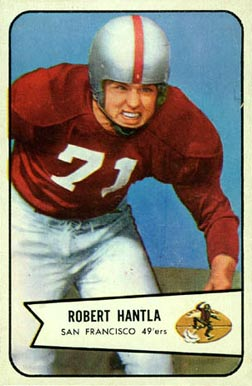
Bob Hantla.

Robert Dean "Bob" Hantla, född 3 oktober 1931 i St. John i Kansas, död 10 november 2020 i Arizona, var en amerikansk utövare av amerikansk och kanadensisk fotboll.
Hantla spelade för San Francisco 49ers i NFL 1954–1955. Han spelade collegefotboll för Kansas Jayhawks under studietiden vid University of Kansas och draftades 1954 av San Francisco 49ers i femte omgången.
Sedan bytte Hantla gren till kanadensisk fotboll och spelade först för BC Lions 1956–1957 och därefter 1959 för Winnipeg Blue Bombers.